# Esquerda Sérvia (2022)
A Esquerda Sérvia (em sérvio:  Српска левица, transl. Srpska levica; abrev. СЛ, SL) é um partido político na Sérvia. Foi estabelecido em janeiro de 2022 como sucessor directo do Partido Comunista.
O seu líder é Radoslav Milojičić, ex-deputado do Partido Democrata, enquanto o seu presidente honorário é Joška Broz, ex-líder do Partido Comunista. De acordo com Milojičić, o partido está em oposição ao governo de Aleksandar Vučić, embora Broz ainda sirva no grupo parlamentar do Partido Socialista da Sérvia.